# Vilmos Kohut
Vilmos Kohut (ur. 17 lipca 1906 w Budapeszcie, zm. 18 lutego 1986 w Budapeszcie) – węgierski piłkarz, napastnik. Srebrny medalista MŚ 38.
Grał w barwach Ferencvárosu w latach 1924–1933. Czterokrotnie zdobywał tytuł mistrza Węgier (1926, 1927, 1928, 1932), zwyciężał w krajowym pucharze (1927, 1928, 1933). W 1928 triumfował w Pucharze Mitropa. W 1933 wyjechał do Francji i został zawodnikiem Olympique Marseille. Z Marsylią był mistrzem Francji w 1937 i zdobywał Puchar Francji (1935 i 1938). W 1939 został grającym trenerem FC Antibes, w latach 1940–1941 grał w Taxisok Budapeszt, a w latach 1941–1943 był zawodnikiem klubu Sorgyar. W latach 1943–1945 reprezentował Szentlorinci AC, a w latach 1945–1946 ponownie pełnił funkcję grającego trenera FC Antibes.
W reprezentacji Węgier zagrał 25 razy i strzelił 14 bramek. Debiutował w 1925, ostatni raz zagrał w 1938. Podczas MŚ 38 wystąpił w dwóch spotkaniach i zdobył jedną bramkę.